# Askon

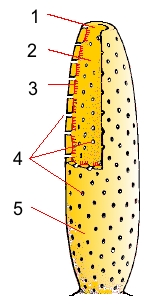
Budowa askonu:
1. oskulum
2. spongocel
3. choanoderma
4. porocyty
5. ektoderma

Askon, ascon – jeden z morfologicznych typów gąbek (Porifera), charakteryzujący się najprostszą budową. Są to przede wszystkim prymitywne formy gąbek wapiennych z rodzajów Leucosolenia i Clathrina. 
Osobnik dorosły przypomina przytwierdzoną do podłoża gastrulę. Na szczycie ciała (górny biegun) znajduje się oskulum, prowadzące do jamy paragastralnej, a po bokach porocyty. Ciało tworzą dwie warstwy komórek: okrywająca (pinakodermalna) i wewnętrzna (choanodermalna), między którymi znajduje się mezohyl, najczęściej z licznymi sklerytami. Gąbki typu askon osiągają rozmiary kilku milimetrów.